# Dupontia
Genre
Classification APG III (2009)
Dupontia, ou herbe de la toundra, est un genre de graminées (Poaceae) endémique de l'Arctique. Son nom honore la mémoire du botaniste français J.-B. Dupont.

## Quelques espèces
- Dupontia cooleyi A.Gray
- Dupontia fisheri R.Br.
  - Dupontia fisheri var. aristata Malte ex Polunin
    - Dupontia fisheri subsp. fisheri

  - Dupontia fisheri var. fisheri
  - Dupontia fisheri var. flavescens Hook. & Arn.
    - Dupontia fisheri subsp. pelligera (Rupr.) Tzvelev

  - Dupontia fisheri var. pelligera (Rupr.) Trautv.
    - Dupontia fisheri subsp. psilosantha (Rupr.) Hultén

  - Dupontia fisheri var. psilosantha (Rupr.) Trautv.
- Dupontia micrantha Holm
- Dupontia pelligera (Rupr.) Nyman
- Dupontia psilosantha Rupr.
  - Dupontia psilosantha var. flavescens (Hook. & Arn.) Vasey
  - Dupontia psilosantha var. psilosantha